# あいつがトラブル
『あいつがトラブル』は、1989年12月2日から1990年3月24日までフジテレビ系列で放送されていたテレビドラマである。全15話。放送時間は毎週土曜20:00 - 20:54。

## ストーリー
神奈川県警・港街署に新設された失踪人課は、県内で続発する失踪者の捜索を専門としているが、実際は刑事課の検挙率アップのためのスケープゴートという側面の方が大きい。だが所属する刑事たちは、銀行やサラ金など金融機関への強盗、爆弾による脅迫、刑事たちを人質に誘拐したりなど、事件解決のためには手段を選ばない文字通りのトラブル刑事たちだった。

## 概要
横浜・港街署の新設部署「失踪人課」の若手刑事たちと、彼らをまとめる中年課長の活躍をコミカルに描いたドラマ。フジテレビが長らく手がけていなかった刑事アクションものテレビ映画であり、前番組『オレたちひょうきん族』終了を受けた新たな若年層向けプログラムとして製作された。この枠でのドラマ番組は、1981年以来8年ぶりとなる。
脚本・監督陣や特効チームなど、前年までテレビ朝日系で放送された『ベイシティ刑事』の主要スタッフが多数参加しており、同作と同様にガンアクションのリアルな演出に力点が置かれていた。

## キャスト

### 横浜港街警察署

#### 失踪人課
沖田 淳一（課長）：萩原健一
元警視庁新宿署捜査一課の捜査員
東京新宿署管内の新宿区大京町で発生した現金輸送車襲撃事件で、相棒を殺して逃走した容疑者・氷室(演・又野誠治)を追い単身で横浜（港街署管内）へ来る。氷室の女・マユミ（演・相楽晴子）を張り込んでいた美咲らを巻き込んで事件は解決したが、責任を取り依願退職になったが、退職挨拶のために訪れた港街署で待っていたのは、警部としての神奈川県警への採用と新設された失踪人課の課長の辞令という港街署署長・水原の粋な計らいだった。
管理体質の下で動くのが苦手で、創設当初は美咲からは「課長」、城野からは呼び捨て、虎田からは「代表」とそれぞれ呼ばれており、いつしか「代表」という呼称が定着した。
心臓に持病を抱えているという設定だが、病人らしからぬ破天荒な行動が目立ち、最終話では銃弾を受けながらも生還している。
性格は一言で言えば大人げなく、捜査方法も強引でデタラメだが、無理矢理帳尻を合わせてしまう。そのため、失踪人課の担当業務が行方不明者の捜索であるにもかかわらず、時には関係ない事件にまで私情で動くこともあり、それが刑事課や他の所轄の上前をはねてしまう結果となる。
最終回で新宿署に戻るという噂が立ち、沖田も美咲達から問い詰められると復帰の話を水原から聞き受託するつもりである事を黙っていた事で衝突するが事件が解決し港街署に留まることにして涙目の美咲に抱きつかれる所で物語は終わる。
沖田のキャラクターイメージは、「もしも『太陽にほえろ!』の早見淳が殉職せずに年齢を重ねていたら」というコンセプトに基づいており、『太陽〜』同様にがむしゃらに走るといったシーンも多かった。
自動車電話と警察無線（コールサイン・港街203号）を搭載した紺色の日産・セドリックバン（Y30型・5MT）を捜査に使用している。
射撃の腕は最悪で、容疑者に向けてとにかくデタラメに乱射する。
拳銃はコルト・ガバメントとリボルバーだが、後半ではガメントを2丁所持してる回もある。
美咲 令子：南野陽子
港街署・元少年課（階級不明）。クレジット上ではトップを飾っている本作の主人公だが、後半は南野のスケジュールの都合から登場場面が少なくなる。
射撃ではオリンピック選考の機会もあったほどの腕前（動かない標的専門）だったが、生かせずにくすぶっていたところを沖田の追っていた事件に首を突っ込み、それがきっかけで失踪人課へ。運転は危なっかしかったり、走るのは苦手だったりと射撃以外の事はまるで駄目で、沖田が来るまでは港街署のトラブルメーカーとして恐れられた。手錠のロックをヘアピンで開けてしまう特技を持つ。紅一点という事で女性であることを武器にする面もある。沖田の奔放な捜査ぶりに手を焼き、愛想をつかされてはなんとかして出し抜こうと城野·虎田のトリオで捜査に当たることも多いが、結局はついていくバイタリティを持つ。よく激高すると「沖田！」と呼び捨てで罵倒する癖がある。
主に赤いフィアット・ウーノ（初代・セレクタ）を捜査に使用している。
使用拳銃（ピストル）は「S&W M39デベルカスタムのシルバーモデル」。左利きのため、右脇に吊ったショルダーホルスターに拳銃を収める（南野が左利きである事を知らなかった小道具担当が、慌てて皮革職人に特注したという逸話がある）。
城野 剛：織田裕二
港街署・元刑事課（階級不明）。
ごく普通の熱血刑事で世話焼き体質。毎回美咲が起したトラブルの後始末をすることになる。織田が『卒業』への掛け持ち出演の都合上電話番をやらされたり、ノルマは果たすも誰とも連絡がつかず一人で港街署待機という事が多くなる。ファッションはカーキ色のジャンパーにブルージーンズ。使用銃はコルト・ローマンの、エジェクターロッドシュラウドがない旧モデル2.5inch。
シリーズ前半では黒い日産・ブルーバードSSS（U11の4ドアHT）を捜査に使用してたが、後半は本人曰く「36年ローン」で購入したシルバーのフェアレディZ（Z32）を覆面パトカーとして使用。ブルーバード時代はカーアクションシーンが毎回存在する。フェアレディZに乗り換えてからは激減したがvol.14でTバールーフから身を乗り出した沖田が助手席にいる（萩原健一本人が乗っている）にもかかわらず派手なアクセルターンを披露している。
虎田 猛：宍戸開
港街署・元警邏課の制服警官・巡査。
性格は自己保身型だが時折暴走に走る。美咲同様にかなりのトラブルメーカーで、後半は美咲にいいように使われてしまう。警邏課時代は城野がクビになって代わりに自分が刑事課に転属になることを望んでいたが、共に失踪人課に回されてからは彼とコンビを組む機会が多い。どんな状況でもすぐ小便に行きたがる癖がある。恵まれた体躯を生かした格闘戦は一応得意分野だが、それ以外はあまり得意ではない様子。
後半では美咲に色目を使うような素振りを見せ始める。
メンバーからは「トラ」「虎ちゃん」などと呼ばれる。使用銃はコルト・ローマンNEWモデル2.5inch、パックマイヤーラバーグリップ装着モデル。
猿渡 哲：うじきつよし
元交通機動隊・白バイ隊員。vol.9からの出演。
沖田をはじめ全員が言わば左遷的な位置づけで集められていた失踪人課に、沖田への憧れから自ら望んで異動してきた唯一のメンバー。メンバーの中では沖田に次ぐ頭脳派（といっても悪知恵専門）。「最高だぜ」が口癖。配属当初ははみ出し者の集まりである失踪人課の面々ですらつま弾きにするような処遇であったが後に打ち解けていった。
愛称は「サル」。メンバー唯一のバイク乗りであり、アメリカンタイプのバイクを愛用。使用銃はコルトローマンの4inchタイプ

#### 刑事課
金子 徹男（課長）：伊武雅刀
ノンキャリアの神奈川県警警部ではなく警察庁採用のキャリアであり、新宿署勤務の経歴もある。
沖田とはその頃からの腐れ縁で犬猿の仲。沖田をはじめ失踪人課の面々からは「タコ」「タコ課長」と揶揄される。独善的な言動から多くの署員に疎まれ、署長の水原も敬遠気味だが、刑事魂は決して失っておらず、最終話では意外な一面も見せる。
新田 邦彦：藤タカシ
城野のライバル。愛読書はCOSMOPOLITAN。エリート刑事然と振る舞っているが、横浜中華街で羽目を外す場面もあり、「第二のタコ」と陰口を叩かれていた。
北山：野口貴史
西村：小池雄介
東条：松村冬風
南武：町田真一

#### 署長
水原 万吉（署長）：橋爪功
警視正。ノンキャリアの叩き上げ。
彼も15年前に新宿署に勤務していた過去があり、沖田、金子とは旧知の間柄で「ちゃん」付けで名前を呼ぶ。課長になれば少しは変わるだろうと、沖田の神奈川県警採用とその受け皿、および美咲たち問題署員の隔離先としての失踪人課設置を取り計らった。ちなみに失踪人課の部屋は、刑事課の資料室を拝借したものである。
性格はマイペースで署長室ではよくゴルフの練習に勤しんでいる。

### 情報屋
唐木 隆三：寺田農
vol.3からの出演。
新宿の暴力団竜神会の元幹部で、沖田や金子とは新宿時代からの知り合い。
3年前に足を洗って横浜へやってきたが正業には就いておらず、回によってボクシング・ジムのトレーナーやバーのマスター（経営）、ディスコなどの職場を転々と変えている。悪友である沖田からは"おいちゃん"と呼ばれる。

## スタッフ
- 企画 - 伊地智啓、酒井彰、前田和也
- プロデューサー - 山本勉、大賀文子、小牧次郎
- 撮影 - 森勝、内田清美、栢野直樹
- 照明 - 山岸清海、金子雅勇
- 録音 - 佐原聡
- 整音 - 川島一郎
- 美術 - 小澤秀高
- 編集 - 田中修
- キャスティング - 斉藤勇司
- 助監督 - 鳥井邦男、隅田靖、上山勝、三輪誠之、伊藤裕彰
- 製作担当者 - 市山隆治、中村哲也、坂本忠久
- 音楽 - 矢萩渉、森英治
- 音楽監督 - 鈴木清司
- 音響効果 - 原尚（原田サウンド）、大野義彦（大泉音映）、宮田塙（宮田音響）
- スチール - 工藤勝彦
- 広報担当 - 吉見健士
- TATE - 國井正廣（オフィス國井&悪童児）
- カースタント - TA・KA
- ガンアドバイザー - BIG SHOT
- 装飾 - 東京美工
- 衣裳 - 第一衣裳
- 美粧 - ユミ・ビュアス
- 車輌 - スキル・ワーク
- 現像・テレシネ - 東映化学（ファイン・ネガ・ビデオシステム）
- 製作 - フジテレビ、キティ・フィルム

## 主題歌
- オープニングテーマ：ピカソ「SHOUT」
- エンディングテーマ：久保田利伸「MOVING TARGET」

## 挿入歌
- 蛎崎弘「Get on me Heart」[注釈 6]

## 放送日程
| 放送日         | サブタイトル | 脚本     | 監督     | ゲスト |
| -------------- | ------------ | -------- | -------- | --- |
| 1989年 12月2日 | VOL.1        | 大川俊道 | 一倉治雄 | 相楽晴子、又野成治、杉崎昭彦、伊集院翔 |
| 12月9日        | VOL.2        | 大川俊道 | 一倉治雄 | ISSAY（DER ZIBET）、渡浩行、ちわきまゆみ、保木本竜也、山下千景、北島道男、峯尾進、小出由華 |
| 12月16日       | VOL.3        | 大川俊道 | 原隆仁   | 茅野佐智恵、村上雅俊、宮本佳代、牧ひとみ、渡部篤、野沢英敏、ふじわら哲平、二家本辰巳、一見直樹、杉崎浩一、大木戸真治、田中雅子、藤崎あや                                                                   |
| 12月23日       | VOL.4        | 大川俊道 | 原隆仁   | 大沢逸美、中島陽典、我王銀次、掛田誠、黒田眞澄、窪園純一、岩永泰幸、村中稔広 |
| 1990年 1月13日 | VOL.5        | 大川俊道 | 一倉治雄 | 鹿取洋子、菅田俊、山本紀彦、杉崎昭彦、長谷部香苗、藤原晋、逗子とんぼ、若尾義昭、岸本功、佐々木修平、海藤幸広、伊藤紘、吉宗さおり、北村貴子、大西正昭、上田雅紀、荻原賢三                                   |
| 1月20日        | VOL.6        | 大川俊道 | 一倉治雄 | 西山浩司、塩野谷正幸、長江英和、遠藤憲一、五藤静、佐藤正宏、平久保雅史、山根久幸、沢井大、島夏子、翁華栄、出雲崎良、ロニー・サンタナ、デーリック・ホームズ、笠原竜司、工藤浩、乾義一                       |
| 1月27日        | VOL.7        | 大川俊道 | 原隆仁   | 星遙子、山田辰夫、海一生、佐藤コージ、川口仁、大谷一夫、小西山淳一 |
| 2月3日         | VOL.8        | 柏原寛司 | 原隆仁   | 内藤剛志、松井哲也、萩原聖人、伊藤洋三郎、志賀実、加東修二、山崎勘太、久我しげき、小出明宏、上田耕一、伊藤美由紀                                                                                           |
| 2月10日        | VOL.9        | 古内一成 | 成田裕介 | 皆川衆、大場明之、関山耕司、富士原恭平、田村亜耶、杉澤幸恵、吉江芳成、上條あずさ、山本千香子、丸山明代、佐藤正行、福永喜一、東山茂樹、小林アキショー、鈴木強、赤沼晃、山口壽一、藤山明、大関正美、武田涼佑 |
| 2月17日        | VOL.10       | 大川俊道 | 成田裕介 | 今井雅之、宇梶剛志、谷川裕江、佐戸井けん太、橋本実加子、志賀圭二郎、大江徹、田中雅子、藤岡大樹、渥美博、伊藤智之、加瀬巧一、山下真広、安達貴郎、加藤敏、竹井みどり                                         |
| 2月24日        | VOL.11       | 柏原寛司 | 黒沢直輔 | 辻沢杏子、中丸新将、松下一矢、佐渡稔、斉藤暁、キラーカン、梅垣義明、仲川佳宏、清田正浩、岡安泰樹、藤岡未来、大久保了、西本毅、岩井節夫、城谷光俊、前原実、松園敬司                                         |
| 3月3日         | VOL.12       | 大川俊道 | 黒沢直輔 | 柄本明、浜田朱里、片桐竜次、山西道広、町田政則、松下晋司、矢野一哉 |
| 3月10日        | VOL.13       | 峯尾基三 | 成田裕介 | 久保田篤、鹿沼えり、小沢一義、石山雄大、飯田浩幾、岩城正剛、中上ちか、石沢徹、麻立丸、寺田匡希、中根徹、細目隆、国分貞雄、天河龍子、新富重夫                                                               |
| 3月17日        | VOL.14       | 古内一成 | 成田裕介 | 磯村憲二、西田健、赤星昇一郎、海一生、あらきけんじ、荒井乃梨子、浦野真彦、鈴木義男、下村彰宏、村上竜次、大渕浩、生駒利治                                                                                   |
| 3月24日        | VOL.15       | 大川俊道 | 原隆仁   | 峰岸徹、金山一彦、土屋久美子、石井愃一、坂田祥一朗、豊川悦司、浅見小四郎、岡本達哉、藤山明、稲垣弘子 |

## エピソード
- 萩原は眼鏡をかけた短髪の管理職の刑事という、それまで刑事ドラマではあまり見られなかった役柄を演じた。ただし、眼鏡は中盤以降ほとんど着用せず、若き日の萩原健一のイメージが強くなっていった。
- 脚本家の柏原寛司は、萩原演ずる沖田をスティーヴ・マックイーン風の刑事にしたかったというが、インテリ好きの萩原はポール・ニューマンを主張したという[1]。実際に劇中の沖田はバケツに氷を入れて顔を洗っており、これは映画好きの萩原が映画『動く標的』でのポール・ニューマンにオマージュを捧げたものだった[2]。
- 宍戸錠の息子・開にとっては本格的テレビドラマデビュー作となった。
- 最終話のラストカットのみ倍賞美津子が特別出演している。
- 南野がデビュー以来の長髪をこのドラマの役のためにバッサリと切り、耳を出すマニッシュなショートカットにした。しかし、本人は後悔を口にしていた。本作の撮影期間中に伸ばしはじめ、後半パーマでウェーブを掛けたショートボブが見られる。
- 織田裕二は年明けから放送されていた『卒業』（1990年、TBS）との掛け持ち出演のため、その都合上シリーズ後半では出演場面が少ない回がある。
- 前番組『オレたちひょうきん族』でスポンサーに参加した森永製菓は『天空戦記シュラト』からの移行でスポンサーとして参加した。その為、同年11月まで「パックンチョ」のCMを放送していた事で、同番組より移行している。